# Rathaus Tüßling

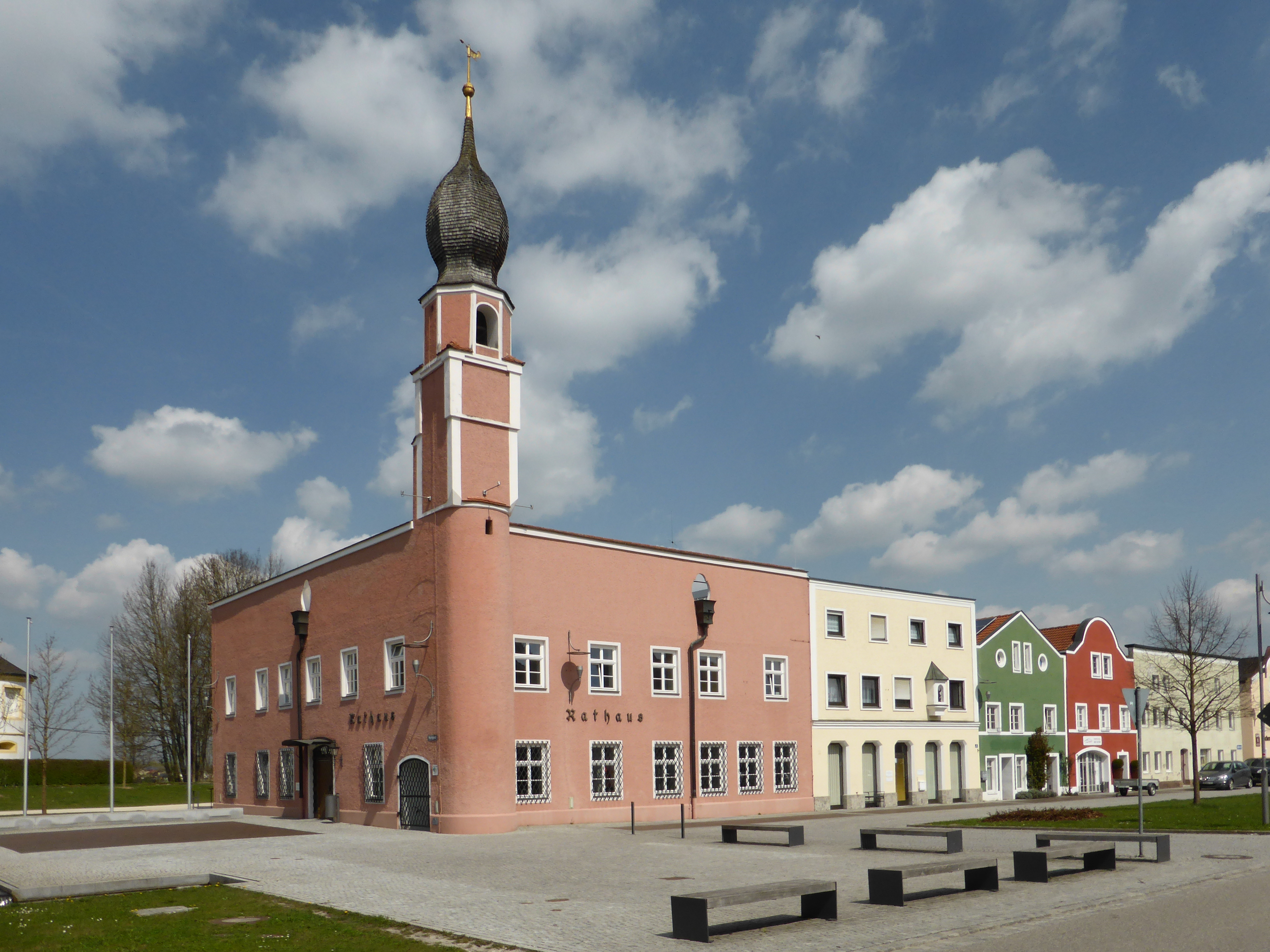
Rathaus in Tüßling

Das Rathaus in Tüßling, einer Marktgemeinde im Landkreis Altötting in Oberbayern, wurde in der zweiten Hälfte des 16. Jahrhunderts errichtet. Das Rathaus am Marktplatz 2 war das ehemalige Hofmarksrichterhaus. Das Gebäude ist ein geschütztes Baudenkmal.
Der zweigeschossige Eckbau mit Eckturm besitzt ein Grabendach hinter Vorschussmauern. Der Turm, der von einer Zwiebelhaube mit Dachknauf bekrönt wird, wurde später erbaut.